# Elyros

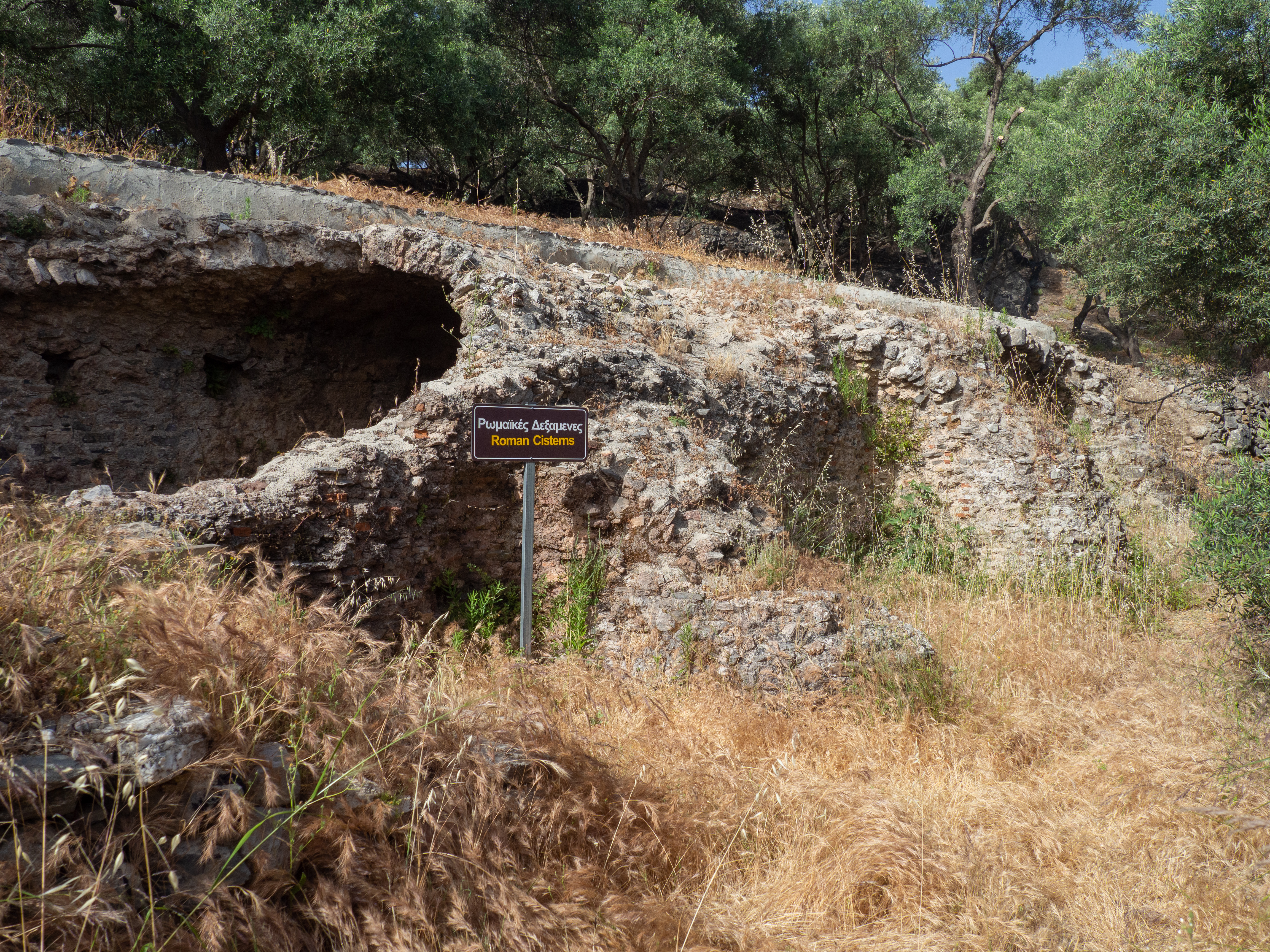

Elyros (Elyrus; Ἔλυρος) war eine antike griechische Stadt auf Kreta. Es handelte sich um die wichtigste antike Stadt im Südwesten der Insel. Die Stadt lag im Inland nahe dem heutigen Dorf Rodovani und hatte mit Syia und Lisos zwei Häfen.
Die Stadt war bisher noch nicht das Ziel von Ausgrabungen, wodurch nur wenig zu ihrer Geschichte bekannt ist. Elyros scheint vor allem in klassischer Zeit floriert zu haben. Im dritten vorchristlichen Jahrhundert war Elryos mit Kydonia verfeindet. Möglicherweise war Elyros Mitglied im Bund der westkretischen Oreioi. 183 v. Chr. war die Stadt eine von mehreren, die mit Eumenes II. einen Vertrag abschlossen. Es ist weiter bekannt, dass die Einwohner ein Geschenk an das Orakel von Delphi sandten. Ruinen eines Aquäduktes, der Stadtmauer und eines Theaters sind bei Begehungen beobachtet worden. In der Spätantike wurde eine christliche Basilika errichtet, die mit Mosaiken ausgestattet war. Die Stadt prägte eigene Münzen. Nach der Suda ist Thaletas hier geboren. Im 9. Jahrhundert gaben die Bewohner die Siedlung auf.